# Robert Zollitsch
Robert Zollitsch né le 9 août 1938 à Filipovo (alors en Yougoslavie, actuellement en Serbie), est un prélat catholique allemand, archevêque de Fribourg en Brisgau de 2003 à 2013.

## Biographie
Issu d'une famille germanique de Yougoslavie, il a dû quitter la République fédérative socialiste de Yougoslavie, hostile aux populations d'Allemands du Banat pourtant implantées là depuis plus de deux siècles. L'héritage de la seconde guerre mondiale et l'orientation communiste du régime ne permettaient pas de rester pacifiquement dans ce pays, où d'ailleurs son frère aîné fut exécuté par des partisans de Tito en 1945. La famille fut internée dans un camp avant d'être expulsée vers l'Allemagne pour s'installer à Tauberbischofsheim en 1946.
Après sa période scolaire, Robert Zollitsch, devint membre de l'Institut de Schoenstatt des prêtres diocésains en 1964. Il est ordonné prêtre le 27 mai 1965 par Hermann Josef Schäufele. Il est élu au conseil général de l'Institut de Schönstatt en 1974 et 1980. En 1983, il est responsable du personnel de l'archidiocèse de Fribourg. Il devient aussi chanoine du chapitre cathédral en 1984.
Il a été nommé archevêque de Fribourg-en-Brisgau le 16 juin 2003 et consacré évêque le 20 juillet 2003. Il est président de la Conférence épiscopale allemande depuis février 2008.
Considéré comme « libéral », proche théologiquement et personnellement de son prédécesseur Karl Lehmann et réputé homme de consensus, il exprime sa réserve sur le célibat obligatoire des prêtres - lui préférant une « règle de vie » choisie librement -, plaide pour le diaconat des femmes, les rapprochements œcuméniques ou encore pour la prise en considération des divorcés-remariés au sein de l'Église catholique qui doivent « [se sentir] respectés et chez eux ».
Ayant atteint la limite d'âge de 75 ans fixée par le droit canonique, Robert Zollitsch se retire de ses fonctions épiscopales le 17 septembre 2013 et il est nommé par le pape administrateur apostolique de Fribourg-en-Brisgau dans l'attente de son successeur. Il continue en outre à présider la Conférence des évêques catholiques allemands, un poste électif dont le mandat s'achève en mars 2014. Depuis 2020, il est membre du conseil d'administration du Prix du Concile de Constance, qui récompense les initiatives pour l'Europe.